# Люйшунькоу
Люйшунько́у (кит.: 旅顺口区) або Порт-Арту́р (англ. Port-Arthur) — район міського підпорядкування міста субпровінційного значення Далянь. З 1950 входить до складу міста Далянь, що нараховує 5 мільйонів жителів.

## Географія
Лежить між Ляодунською і Західнокорейською затоками Жовтого моря на самому «кінчику» Ляодунського півострова.

### Клімат
Місто знаходиться у зоні, котра характеризується вологим континентальним кліматом зі спекотним літом. Найтепліший місяць — серпень із середньою температурою 24.3 °C (75.7 °F). Найхолодніший місяць — січень, із середньою температурою -4.1 °С (24.6 °F).
| Клімат Люйшунькоу       | Клімат Люйшунькоу | Клімат Люйшунькоу | Клімат Люйшунькоу | Клімат Люйшунькоу | Клімат Люйшунькоу | Клімат Люйшунькоу | Клімат Люйшунькоу | Клімат Люйшунькоу | Клімат Люйшунькоу | Клімат Люйшунькоу | Клімат Люйшунькоу | Клімат Люйшунькоу | Клімат Люйшунькоу |
| Показник                | Січ.              | Лют.              | Бер.              | Квіт.             | Трав.             | Черв.             | Лип.              | Серп.             | Вер.              | Жовт.             | Лист.             | Груд.             | Рік               |
| Середній максимум, °C   | 0,4               | 2,2               | 8,1               | 15,4              | 21,7              | 25,4              | 27,4              | 28                | 24,8              | 18,7              | 10,5              | 3,4               | 15,5              |
| Середня температура, °C | −4,1              | −2,7              | 3,2               | 10,3              | 16,5              | 20,8              | 24                | 24,3              | 20,2              | 14                | 6,3               | −0,7              | 11                |
| Середній мінімум, °C    | −10               | −8,2              | −2,5              | 4,2               | 10,4              | 15,6              | 19,9              | 19,8              | 14,5              | 7,7               | 0,5               | −6,6              | 5,4               |
| Норма опадів, мм        | 8.4               | 7.5               | 12.4              | 31.2              | 41.5              | 77.8              | 170.3             | 145.2             | 64.3              | 32.3              | 20.8              | 10.8              | 622.5             |
| Днів з опадами          | 3,3               | 3,2               | 3,8               | 6,2               | 6,9               | 10,1              | 14,6              | 11,7              | 7,6               | 6,5               | 5,5               | 3,5               | 82,9              |
| Вологість повітря, %    | 56.7              | 56.7              | 55.7              | 56.6              | 59.9              | 72.4              | 84.2              | 81.3              | 69                | 62.7              | 59.8              | 57.8              | 64.4              |
| ----------------------- | ----------------- | ----------------- | ----------------- | ----------------- | ----------------- | ----------------- | ----------------- | ----------------- | ----------------- | ----------------- | ----------------- | ----------------- | ----------------- |
| Джерело: Weatherbase    |                   |                   |                   |                   |                   |                   |                   |                   |                   |                   |                   |                   |                   |

## Історія

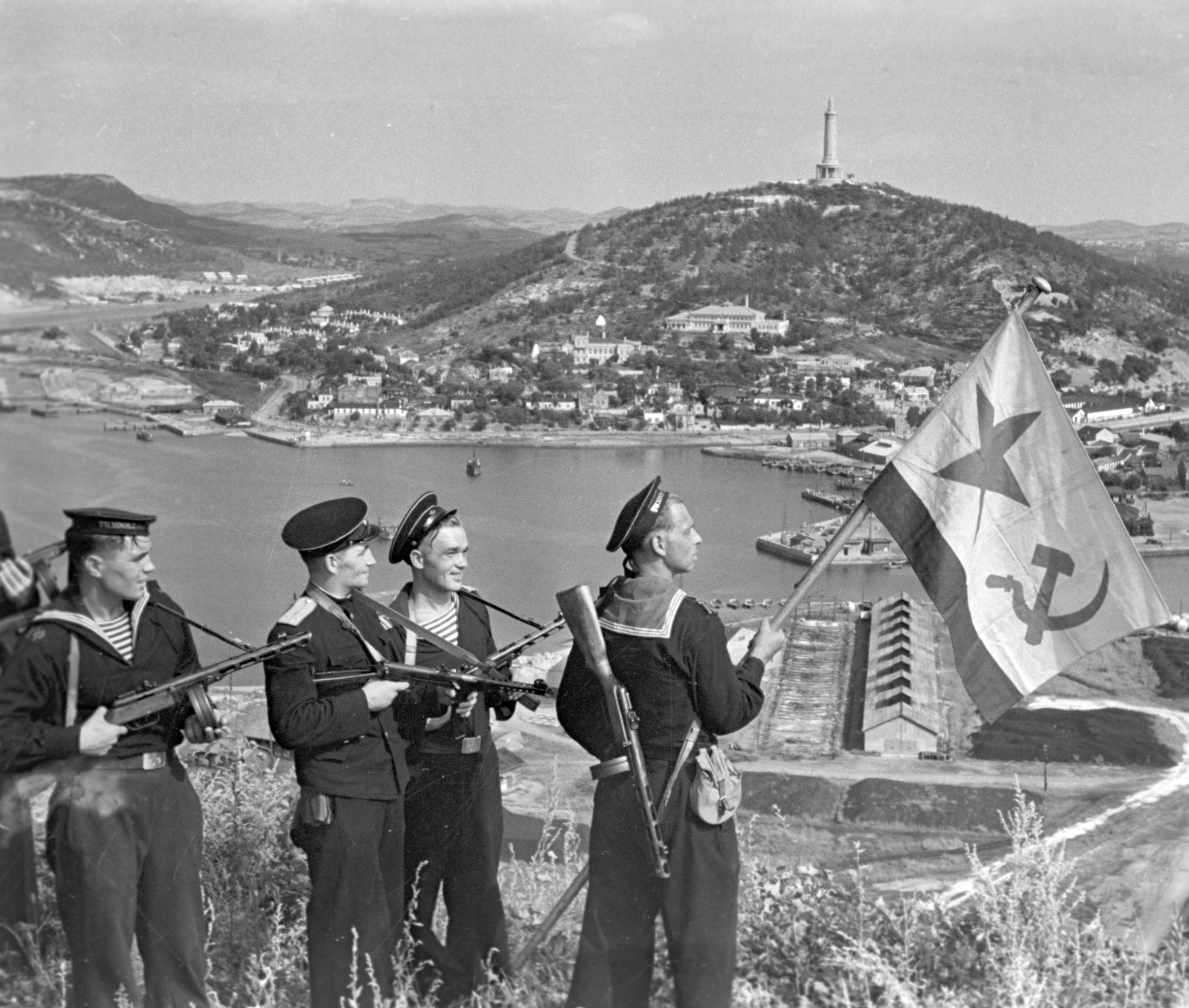
Радянські морпіхи в Порт-Артурі (жовтень 1945)

21 листопада 1894 у ході першої японсько-китайської війни Японська імперія зайняла стратегічно важливу затоку міста Люйшуня. Через сильний тиск із боку Російської імперії і західних держав Японія була змушена повернути місто Китаю, який за Російсько-китайською конвенцією 1898 віддав його разом із прилеглим півостровом в оренду Російській імперії.
Англійську назву Port-Arthur Люйшунь отримав у зв'язку з тим, що у серпні 1860 року у цій гавані ремонтувався корабель англійського лейтенанта Вільяма К. Артура. Ця англійська назва пізніше була прийнятою в Росії та інших європейських країнах.
У Санкт-Петербурзі планували перетворити Порт-Артур у другу, поряд з Владивостоком, військово-морську базу Тихоокеанського флоту Російської імперії.
Під час російсько-японської війни 1904–1905 місто стало центром боїв між російськими і японськими військами. Обороною міста керував генерал-лейтенант українського походження Роман Сидорович Кондратенко (загинув 15 грудня 1904). Зрештою Порт-Артур був зданий японцям 2 січня 1905. Стару назву Люйшунь було повернуто.
З 1932 Люйшунь належав державі Маньчжурській династії. Наприкінці другої світової війни місто захопили червоноармійські війська. Від 1955 року Люйшунь належить КНР. Тривалий час місто було закритим для іноземців, у зв'язку із розташуванням у ньому секретних баз флоту Китайської Народної Республіки. Нині Люйшунь є відкритим районом, і як складова частина Даляня втратив статус міста, отримавши й нову назву — Люйшунькоу.